# Jiří Orság
Jiří Orság (* 5. ledna 1989 Znojmo) je český sportovec vzpěrač a olympionik, mistr Evropy ve vzpírání do 23 let v dvojboji z roku 2011 a z mistrovství Evropy 2011 z nadhozu díky diskvalifikaci prvního Dmitrije Lapikova. Závodí v supertěžké váhové kategorii nad 105 kilogramů ve sportovním klubu Sokol Karolinka.
Na Mezinárodním mistrovství České republiky 2012 ve vzpírání ve své váhové kategorii zvítězil a stal se mistrem České republiky. Na tomto mistrovství také vytvořil nový český rekord v nadhozu výkonem 237 kilogramů.
V roce 2012 na mistrovství Evropy v Antalyi ve své váhové kategorii získal stříbrnou medaili v nadhozu a ve dvojboji zde skončil celkově na 5. místě čímž se kvalifikoval pro start na Letních olympijských hrách 2012 v Londýně. Zde skončil na 7. místě poté, co v soutěži překonal svůj vlastní český rekord v nadhozu (vzepřel zde 239 kilogramů) a ve dvojboji si vylepšil své osobní maximum na 426 kg. Zúčastnil se také LOH 2016 a 2020.
V Tiraně na ME 2013 získal v nadhozu výkonem 237 kg bronz a potom přidal ještě druhý bronz ve dvojboji výkonem 422 kg.
V Bukurešti na ME 2018 získal stříbro v nadhozu výkonem 236 kg a stříbro ve dvojboji výkonem 417 kg.

## Soutěžní rekordy[5]
- trh: 190 kg
- nadhoz: 245 kg
- dvojboj: 435 kg